# Sweeter Than Fiction
Sweeter Than Fiction è un brano della cantante statunitense Taylor Swift per il film One Chance - L'opera della mia vita, pubblicato il 21 ottobre 2013.

## Tracce
Download digitale
1. Sweeter Than Fiction – 3:54

## Sweeter Than Fiction (Taylor's Version)
In seguito alla controversia con la sua precedente casa discografica e la vendita dei master delle pubblicazioni precedenti al suo contratto con la Republic Records, Swift ha cominciato a ri-registrare tutta la sua discografia dal 2006 al 2019, includendo anche brani non inclusi in alcun album in studio. Ogni reincisione presenta la dicitura Taylor's Version nel titolo, per distinguerla dall'incisione originale e quindi dal master non di proprietà della cantautrice.
Il 27 ottobre 2023 Taylor Swift ha ripubblicato il brano sotto il nome Sweeter Than Fiction (Taylor's Version) come esclusiva del vinile Tangerine dell'album 1989 (Taylor's Version), disponibile unicamente negli store Target.